# Цитокин-индуцированные киллеры
Цитоки́н-индуци́рованные ки́ллеры (англ. Cytokine-induced killer cell, CIK) — группа эффекторных иммунных клеток, сочетающих свойства T-лимфоцитов и естественных киллеров. Их можно получить ex vivo при инкубации мононуклеарных клеток периферической крови или пуповинной крови с интерфероном γ (INF-γ), моноклональным антителом анти-CD3, рекомбинантными человеческими интерлейкином 1 (IL-1) и интерлейкином 2 (IL-2). 
В отличие от большинства иммунных клеток, которым для распознавания антигена необходимо, чтобы на поверхности инфицированных клеток присутствовали молекулы главного комплекса гистосовместимости (MHC), цитокин-индуцированные киллеры могут распознавать заражённые и злокачественные клетки в отсутствие антител и MHC, тем самым обеспечивая быстрый неспецифический иммунный ответ. Благодаря этому цитокин-индуцированные киллеры могут уничтожать клетки без MHC, которые не могут распознать T-клетки и другие иммунные клетки. Полностью дифференцированные CD3+CD56+ CIK могут уничтожать опухолевые клетки, как несущие MHC на своей поверхности, так и не экспрессирующие MHC. Благодаря описанным свойствам CIK могут стать основой для новых методов лечения вирусных и онкологических заболеваний.

## История изучения
Цитокин-индуцированные киллеры были впервые описаны в 1991 году Г. Х. Шмидт-Вольфом. Он же впервые опробовал CIK как основу терапии рака в 1999 году. Своё название CIK получили в связи с тем, что для их полной дифференцировки необходимы несколько цитокинов. Иногда CIK также называют NK-подобными T-клетками, поскольку они близки к естественным киллерам, или NK-клеткам. Иногда предлагается рассматривать CIK как разновидность NKT-клеток.

## Дифференцировка
Было показано, что лимфоциты, на которые воздействуют INF-γ, моноклональными антителами анти-CD3, а также IL-1 и IL-2, приобретают способность лизировать свежие (не культивированные) злокачественные клетки, взятые как из первичных опухолей, так и из метастазов. Эти преобразованные лимфоциты могут убивать даже клетки, устойчивые к естественным киллерам и лимфокин-активированным киллерам (LAK). CIK можно получить и из мононуклеарных клеток периферической крови и пуповинной крови. После того как выделенные клетки ex vivo подвергаются действию INF-γ, антителам анти-CD3, IL-1 и IL-2, они дифференцируются в CIK, попутно пролиферируя. 

## Функции
Механизм действия CIK отличается от такового у NK-клеток и LAK, поскольку они могут лизировать клетки, которые устойчивы к NK-клеткам и LAK. Основным свойством CIK является сочетание фенотипов NK-клеток и T-клеток. Благодаря этому они обладают выраженной противоопухолевой активностью, которая не зависит от наличия MHC на поверхности злокачественных клеток. Мишенями CIK могут быть клетки самых разных видов рака. Конкретный механизм распознавания опухолевых клеток и цитотоксичности, проявляемой CIK, пока неизвестны. Помимо распознавания через T-клеточные рецепторы и CD3, CIK могут распознавать раковые клетки через межклеточные контакты, опосредуемые NKG2D, DNAM-1 и NKp30. Благодаря этим рецепторам и поверхностным маркёрам CIK-клетки распознают и убивают клетки, не экспрессирующие MHC, как было продемонстрировано на неиммунногенных, аллогенных и сингенных опухолях. Клетки со́лидных и гематологических опухолей, характеризующиеся оверэкспрессией лигандов NKG2D, являются одной из основных мишеней CIK-опосредованного цитолиза. Хотя CIK успешно распознают клетки, инфицированные вирусами, и злокачественные клетки, они не проявляют никакой активности в отношении нормальных клеток. 
Показано, что активность CIK могут подавлять регуляторные T-клетки. Кроме того, накапливаются свидетельства того, что дендритные клетки, могут усиливать противоопухолевые свойства CIK, и совместная культивация CIK и дендритных клеток понижает число регуляторных T-клеток в популяциях CIK, благодаря чему доля CD3+CD56+ клеток в популяции возрастает.
В экспериментальных условиях учёным удалось получить CIK, трансфецированные генами, кодирующими необходимые для них цитокины, такие как IL-2. Генно-модифицированные CIK отличаются повышенной скоростью пролиферации и усиленной цитотоксичностью. Модифицированные таким образом CIK в 1999 году были опробованы для лечения десяти пациентов с метастатическим раком. Показано, что в условиях in vitro CIK, перенаправленные с помощью химерных рецепторов антигенов на клетки опухолей, экспрессирующих определённые антигены, успешно уничтожают экспрессирующие антигены опухолевые клетки. Дополнительно усилить активность CIK в условиях in vitro и in vivo можно с помощью биспецифических антител, которые связывают CIK со злокачественными клетками.

## Клиническое значение
Терапия CIK наряду с введением IL-2 была успешно опробована на мышах и людях. В большом количестве клинических испытаний на I и II фазах аутологичные и аллогенные цитокин-индуцированные клетки продемонстрировали высокий цитотоксический потенциал против клеток разных видов рака при минимальных побочных эффектах. Во многих случаях с помощью терапии CIK удавалось добиться полной ремиссии опухоли, существенно повысить выживаемость и повысить качество жизни даже для пациентов на поздних стадиях рака. Пока применение CIK в качестве терапии не выходит за рамки клинических испытаний, однако в будущем они имеют потенциал для того чтобы стать терапией первой линии при онкологических заболеваниях. 
В 2011 году была создана организация The international registry on CIK cells (IRCC), целью которой является сбор информации о клинических испытаниях, в которых задействованы CIK, и анализ полученных результатов. Приоритетными задачами IRCC являются выявление эффективности и побочных эффектов терапии на основе CIK.